# Eisenhütte Veckerhagen

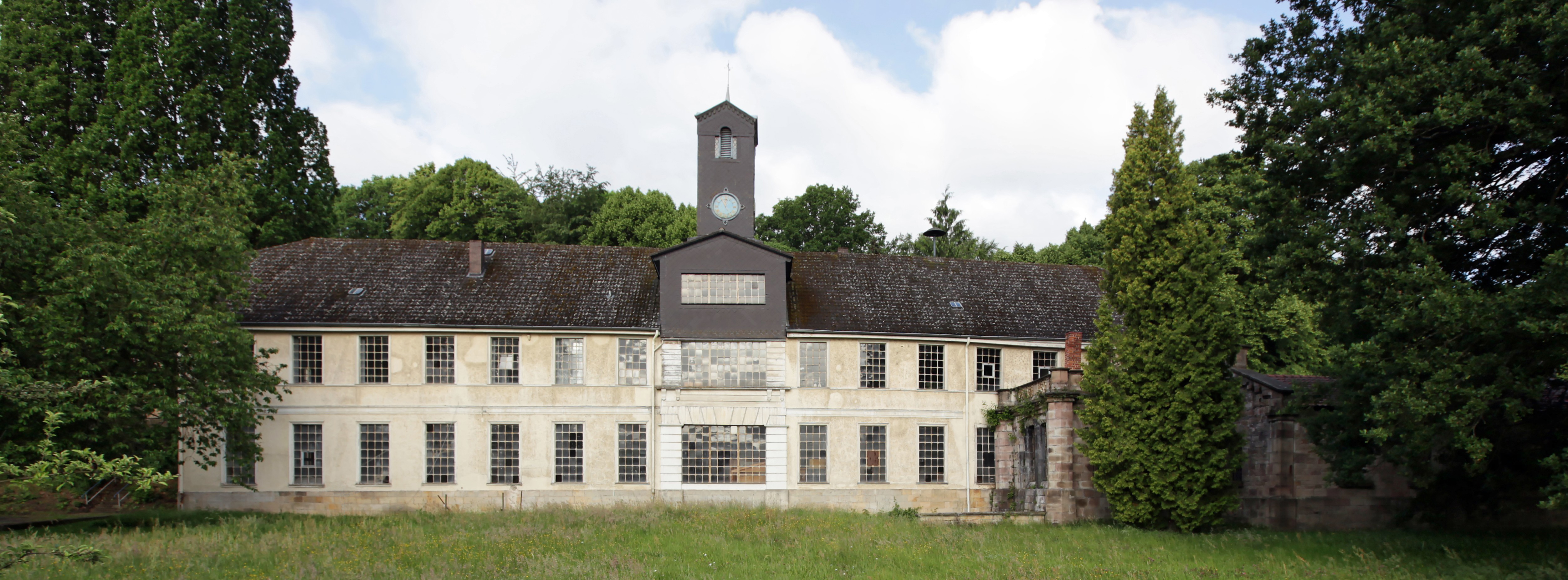
Eisenhütte in Veckerhagen

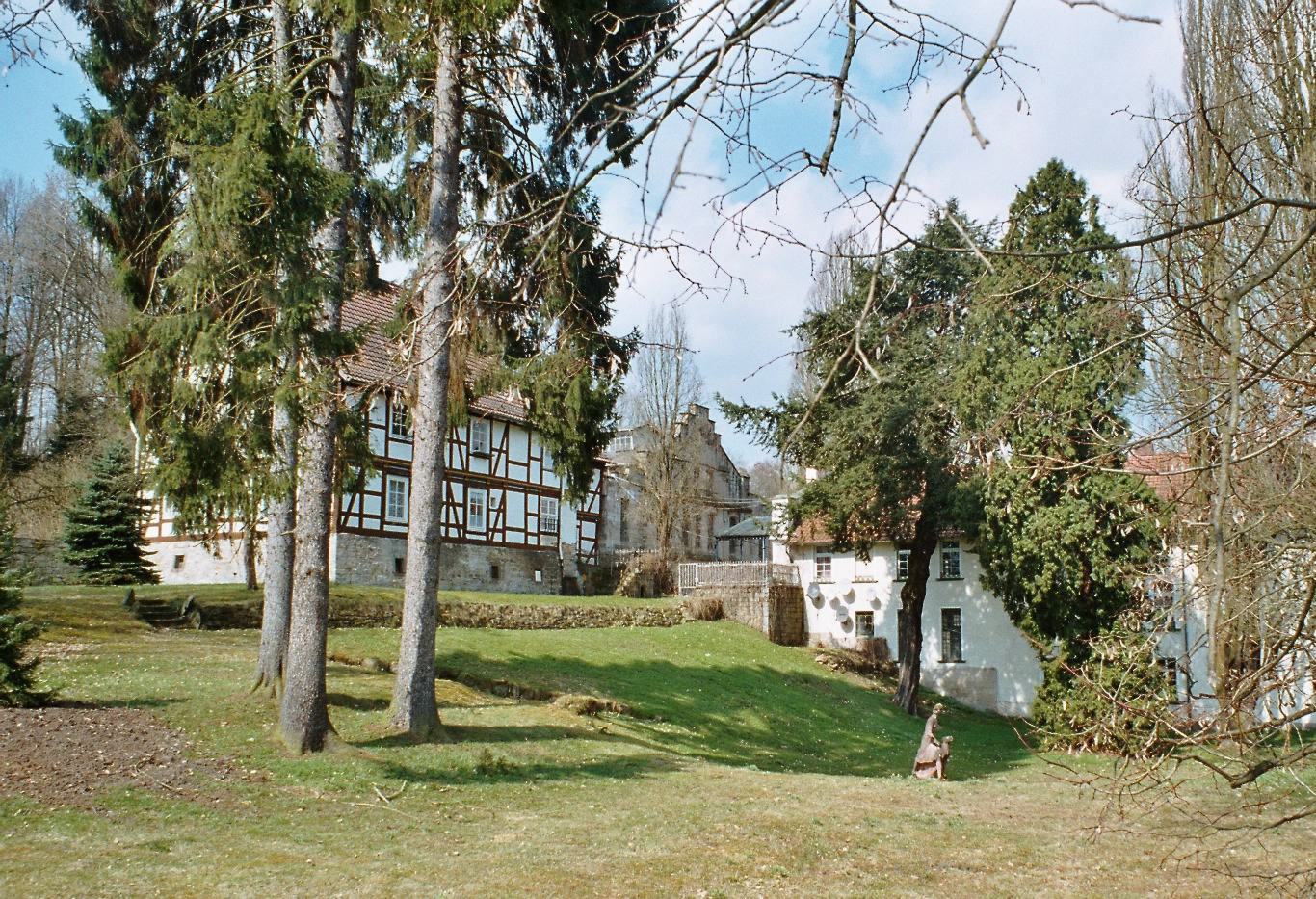
Parkanlage, Rosenhaus, Herrenhaus und Gießerei der Eisenhütte

Die Eisenhütte Veckerhagen ist eine 1903 stillgelegte Eisenhütte und ein Industriedenkmal in Veckerhagen (Gemeinde Reinhardshagen), das am Hemelbach liegt, 500 Meter westlich des alten Ortskerns, eingebettet zwischen dem Reinhardswald und der inzwischen baulich stark erweiterten Ortslage.
1666 wurde die Eisenhütte in Knickhagen aufgelassen und nach Veckerhagen verlegt. Das Hüttenensemble aus Maschinenfabrik, Gießereihaus, Rosenhaus und Veckerhäger Bergamt entstand am oberen Ende der Kasseler Straße am Osthang des Reinhardswaldes. Die landgräfliche Eisenhütte Veckerhagen bezog über den Wasserweg Eder-Fulda-Weser Eisenerz unter anderem aus Haddamar und produzierte bis 1903 eine breite Palette von hochwertigen Erzeugnissen, von der ein bereits 1834 erschienener „Gußwaren-Katalog“ kündete. Neben gedrillten Stahlseilen für die in Veckerhagen über die Weser verkehrende Gierseilfähre goss man vorwiegend Reliefplatten für offene Kamine, kunstvoll gestaltete Zäune und die Teile für den weit verbreiteten Veckerhäger Ofen, der über Bremen sogar Kunden in Skandinavien und den USA fand. Denis Papin ließ hier um 1706 den ersten Dampfzylinder der Welt gießen. 1838 untersuchte Robert Wilhelm Bunsen hier erstmals die chemischen und physikalischen Eigenschaften von Hochofengasen und des Hochofenprozesses.
Nach der Stilllegung stand die Industrieanlage bis 1955 leer und wurde danach bis 1991 von der Weserkeramik genutzt, die dort die weit verbreiteten Veckerhäger Töpfe, Blumenübertöpfe mit Löwentatzen, herstellten. Teile der ursprünglichen Hüttenbebauung und fast die gesamte schmiedeeiserne Umfriedung aus den Anfängen der Hütte wurden in dieser Zeit entfernt. Die große Gießereihalle wurde zeitweise als Lager- bzw. Abstellfläche für Pkw und Boote genutzt. Der Verein  „Spinnstubengemeinschaft“ nutzt Räumlichkeiten für sein Vereinsleben und seit 2022 wird eine alte wieder belebte Heißmangel von dem „Mangelwirtschaft“ genannten Verein in weiteren Räumlichkeiten der Industrieanlage betrieben. Eine Nutzung des Freigeländes im westlichen Bereich findet durch einen Schützenverein statt.
Das Herrenhaus, das Rosenhaus und ein inzwischen abgerissener Gebäudeteil wurden seit Ende der 1950er Jahre als Wohnhäuser genutzt; derzeit (2024) wohnen dort aber nur noch zwei Familien.
Die gesamte jetzt noch bestehende Hüttenanlage ist gemäß § 2 Hessisches Denkmalschutzgesetz als Gesamtanlage geschützt und soll zukünftig im EcoMuseum Reinhardswald eine bedeutende Rolle spielen.